# Haplogroupe BT
En génétique humaine, l'haplogroupe BT (SRY10831.1 (SRY1532.1), M42, M94, M139, M299) est un haplogroupe du chromosome Y humain. La notation BT réfère à l'ensemble des haplogroupes dérivés de B à T qui forme son propre groupe cladistique ou clade BT.
L'haplogroupe BT est né de l'Haplogroupe A2-T il y a 70 000 ans, peut-être originaire du Maghreb ou du centre de l'Afrique de l'Ouest. Il contient tous les haplogroupes ADN-Y existants de nos jours qui ne font pas partie du macro-haplogroupe A.